# NB Partizanka
NB Partizanka (Biserka) bio je naoružani brod u sastavu mornarice NOVJ. Prije prenamjene u partizanski brod, plovila je kao luksuzna jahta pod imenom Lala IV.
Nakon završetka rata, s broda je uklonjeno naoružanje te je dobila naziv Biserka. U Službi jugoslavenske ratne mornarice ostala je do 1969. kao brod za smještaj i rad zapovijedništva.